# Глаза куклы
«Глаза куклы» (англ. Doll's Eyes) триллер американской писательницы Бари Вуд о противостоянии женщины экстрасенса и маньяка-убийцы.

## Сюжет
Ив Кляйн дочь богатых родителей из Коннектикута и жена Сэма Кляйна. У неё есть дар ясновидения. Она способна видеть чужие боль и страх. Этот дар для неё скорее проклятие. Он доводит мать Ив до самоубийства и вызывает отчуждённость мужа. В надежде на воссоединение, Ив едет из своего имения в Коннектикуте в новый дом Сэма в Равен Лэйке, штат Нью-Йорк, где её тут же настигают видения изувеченной умирающей женщины — дело рук местного социопата Адама Фуллера, доктора медицины, чьи глаза («пустые... мёртвые... стеклянные. Как глаза куклы») выдают его полнейшею неспособность сочувствовать другим, результат застарелой детской травмы: Фуллер убивает в тщетной надежде почувствовать жалость к своим жертвам. Звонок Ив в полицию сводит её с легендой убойного отдела Дэйвом Латовски, которые отвозит её к психиатру Теренсу Баннеру, чьим пациентом оказывается Фуллер. Когда на вечеринке, Баннер даёт Фуллеру понять, что Ив — чью личность он не раскрывает — видела убийцу в своих видениях, безумный доктор медицины, начинает жуткую охоту на экстрасенса, пытая и убивая Баннера, затем местного журналиста и его жену, лишь бы заполучить имя и адрес Ив. Тем временем, на похоронах Баннера, Латовски замечает кукольные как у Кена глаза Фуллера и понимает, что это убийца, но не может арестовать его прежде чем тот похищает Ив и увозит её в дом где прошло её детство. Здесь Ив посещают видения издевательств над ребёнком, превративших Фуллера в маньяка.

## Экранизация
Книга легла в основу сценария фильма «Сновидения».